# Komenda Rejonu Uzupełnień Sarny

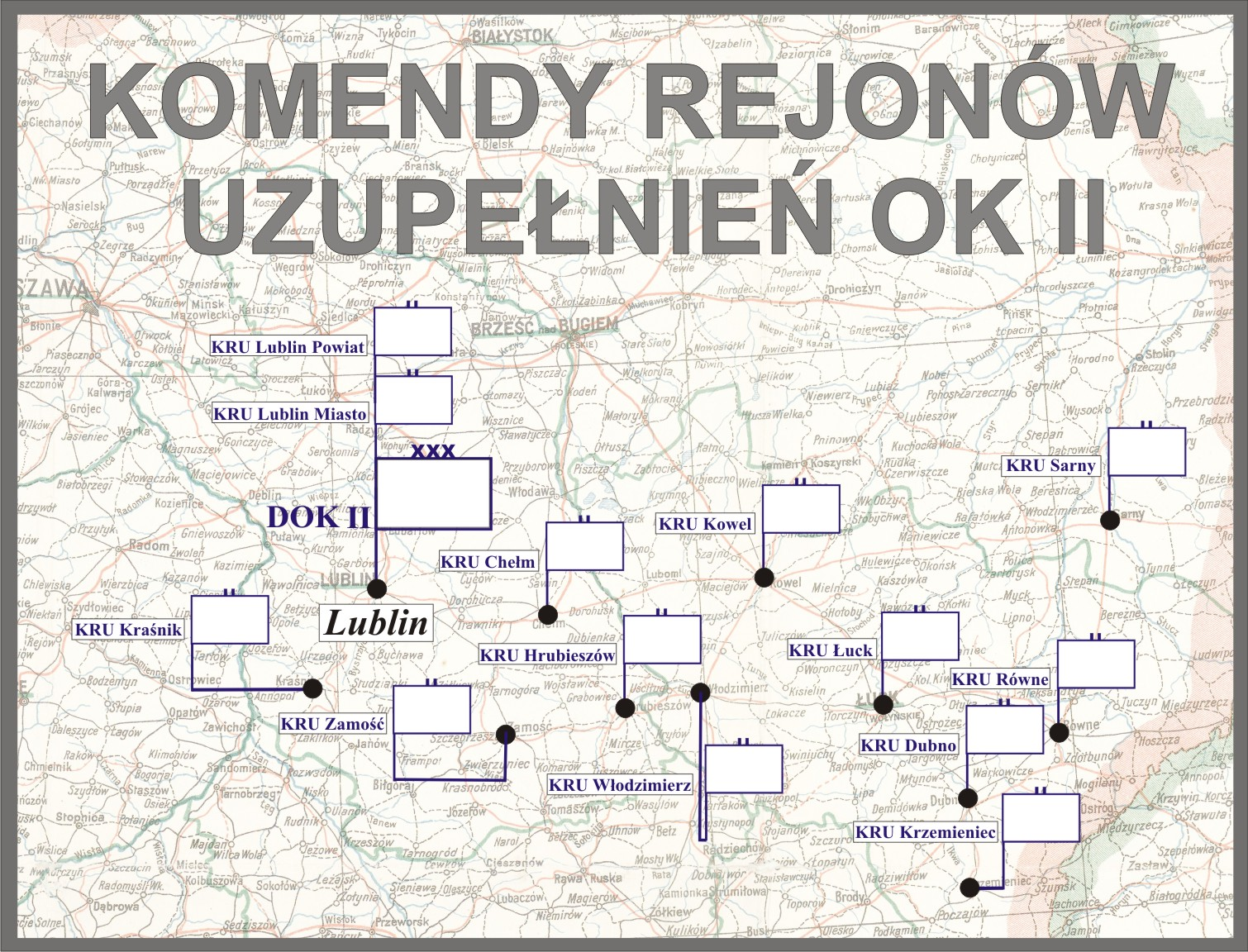
Komendy rejonów uzupełnień DOK II

Komenda Rejonu Uzupełnień Sarny (KRU Sarny) – organ wojskowy właściwy w sprawach uzupełnień Sił Zbrojnych II Rzeczypospolitej i administracji rezerw w powierzonym mu rejonie.

## Historia komendy
Z dniem 1 października 1927 roku na obszarze Okręgu Korpusu Nr II została utworzona Powiatowa Komenda Uzupełnień Sarny obejmująca swoją właściwością powiaty: sarneński i kostopolski. Powiat sarneński został wyłączony z PKU Łuck, natomiast powiat kostopolski z PKU Równe. Obsada komendy została wyznaczona we wrześniu tego roku.
Komenda funkcjonowała na podstawie przepisów ustawy z dnia 23 maja 1924 roku o powszechnym obowiązku służby wojskowej oraz zarządzeń wykonawczych, a także postanowień „Tymczasowej instrukcji służbowej dla PKU”, wprowadzonej do użytku rozkazem MSWojsk. Dep. Piech. L. 100/26 Pob. Zadania i organizacja PKU określone zostały w wydanej 27 maja 1925 roku instrukcji organizacyjnej służby poborowej na stopie pokojowej. W skład komendy wchodziły dwa referaty: I) referat administracji rezerw i II) referat poborowy.
W marcu 1930 roku PKU Sarny była nadal podporządkowana Dowództwu Okręgu Korpusu Nr II w Lublinie i administrowała powiatami: sarneńskim i kostopolskim. W grudniu tego roku komenda posiadała skład osobowy typ I.
19 marca 1932 roku ogłoszono nadanie Krzyża Niepodległości st. sierż. Józefowi Depta z PKU Sarny.
1 lipca 1938 roku weszła w życie nowa organizacja służby uzupełnień, zgodnie z którą dotychczasowa PKU Sarny została przemianowana na Komendę Rejonu Uzupełnień Sarny przy czym nazwa ta zaczęła obowiązywać 1 września 1938 roku, z chwilą wejścia w życie ustawy z dnia 9 kwietnia 1938 roku o powszechnym obowiązku wojskowym. Obok wspomnianej ustawy i rozporządzeń wykonawczych do niej, działalność KRU Sarny normowały przepisy służbowe MSWojsk. D.D.O. L. 500/Org. Tjn. Organizacja służby uzupełnień na stopie pokojowej z 13 czerwca 1938 roku. Zgodnie z tymi przepisami komenda rejonu uzupełnień była organem wykonawczym służby uzupełnień .
Komendant Rejonu Uzupełnień w sprawach dotyczących uzupełnień Sił Zbrojnych i administracji rezerw podlegał bezpośrednio dowódcy Okręgu Korpusu Nr II, który był okręgowym organem kierowniczym służby uzupełnień. Rejon uzupełnień nie uległ zmianie i nadal obejmował powiaty: sarneński i kostopolski.

## Obsada personalna
Poniżej przedstawiono wykaz oficerów zajmujących stanowisko komendanta Powiatowej Komendy Uzupełnień i komendanta rejonu uzupełnień oraz wykaz osób funkcyjnych pełniących służbę w PKU i KRU Sarny, z uwzględnieniem najważniejszej zmiany organizacyjnej przeprowadzonej w 1938 roku.
Komendanci
- płk art. Adolf Małyszko (X 1927[13] – IV 1928 → dyspozycja dowódcy OK II)
- mjr piech. Bronisław Antoni Majewski (I 1929[14][15] – VII 1935[16] → dyspozycja dowódcy OK II)
- mjr piech. Teodor Emil Błoch (VIII 1935 – 1939[17], †1940 Charków[18])

Obsada pozostałych stanowisk funkcyjnych PKU w latach 1927–1938
- kierownik I referatu administracji rezerw i zastępca komendanta
  - mjr piech. Bronisław Antoni Majewski (X 1927 – I 1929 → p.o. komendanta PKU)
  - kpt. żand. / kanc. Bolesław Jan Dutkiewicz[a] (I 1929[27] – 1932[28] → Kierownictwo Marynarki Wojennej)
  - kpt. piech. Marian Bronisław Sagański (1932[29] – VI 1938 → kierownik I referatu KRU)
- kierownik II referatu poborowego
  - por. kanc. Władysław II Zaleski[b] (X 1927 – 1 VI 1930[35])
  - por. piech. Edward Rutkowski[c] (IX 1930[38] – VII 1935[39] → dyspozycja dowódcy OK II, †1940 Katyń[40])
  - kpt. piech. Wacław Ernest Ziembiński (1936 – VI 1938 → kierownik II referatu KRU)
- referent – por. kanc. Józef Brennenstühl[d] (XI 1928[43] – IX 1930[44] → dyspozycja dowódcy OK II)

Obsada pozostałych stanowisk funkcyjnych KRU w latach 1938–1939
- kierownik I referatu ewidencji – kpt. adm. (piech.) Marian Bronisław Sagański[f] (1938 – 1939, †1940 Charków[47])
- kierownik II referatu uzupełnień – kpt. adm. (piech.) Wacław Ernest Ziembiński[g] (1938 – 1939, †1940 Charków[49])